# 182730 Muminovic
182730 Muminovic è un asteroide della fascia principale. Scoperto nel 2001, presenta un'orbita caratterizzata da un semiasse maggiore pari a 2,6765142 au e da un'eccentricità di 0,1628893, inclinata di 14,13242° rispetto all'eclittica.